# 智化寺
智化寺，是一座由明代太監王振在正统八年（1443年）創建於北京的汉传佛教寺院。北京文博交流馆於1992年成立於該寺院原址，以期作為北京地區博物館與民間文物收藏家之間的交流平台等。其所在地現址為北京市东城区禄米仓胡同5号。
該寺院的明代木结构建筑群等保存完整，是北京市當前少見同類案例之一。該寺院於1961年被公布为第一批全国重点文物保护单位。

## 历史
《明史》記載道，王振於正统七年（1442年）太皇太后過世後，開始在朝廷掌握更多權力。 正统八年（1443年），王振開始興建私庙，後於隔年建成，作為其家庙；明英宗皇帝朱祁鎮赐名“智化禅寺”。
後來，王振在正統十四年（1449年）土木堡之變中死去，英宗皇帝則被俘虜。 多年後，英宗皇帝被釋放回國，透過政變重新掌權；因十分感念王振，英宗皇帝為他舉行祭祀儀式，並招魂以安葬之，將其牌位奉祀於智化寺，並賜與名為「精忠」之祠。
此後，智化寺持續有人前往參拜。
清朝乾隆七年（1742年），監察御史沈廷芳在親訪智化寺時，見王振的雕像位於寺中顯眼位置，持續有人前往參拜祭祀，又見英宗皇帝所賜之碑；因參與《明史》校阅工作，有感王振對明朝的禍害等，他於是寫奏章請求乾隆帝准許拆毀智化寺中王振的塑像及英宗皇帝所賜之碑，隨後獲准。智化寺此后日趋破败。
1900年，智化寺部分建築遭八國聯軍拆毀，寺院內古老柏樹也遭砍伐。中華民國建立後，智化寺的僧人依賴出租房屋作為經濟來源。1937年北平被日軍佔領後，寺院情况更趋恶化；寺院被小規模自營商佔居，佛殿内經常被停放棺柩，遍地都是垃圾和泥水等。
1952年底，音乐家查阜西、杨荫浏等前往智化寺訪查採集其音乐；他們认为智化寺之「京音乐」可能與北宋之鼓吹教坊有關。有關研究組織稍後於1954年成立。
1955年，北京市文化局工程队进驻智化寺，將寺院内之住户遷離。1957年，智化寺被公布为第一批北京市文物保护单位。1958年，北京市人民委员会拨款整修智化寺。1961年，智化寺被公布为第一批全国重点文物保护单位。1982年，北京智化寺文物保管所成立，隶属于北京市文物局。1986年，国家文物局拨款对智化寺進行全面整修工程。1992年，智化寺內設立北京文博交流馆，宗旨是成为文博信息交流的窗口；该馆取代了北京智化寺文物保管所，但仍隶属于北京市文物局。

## 建筑

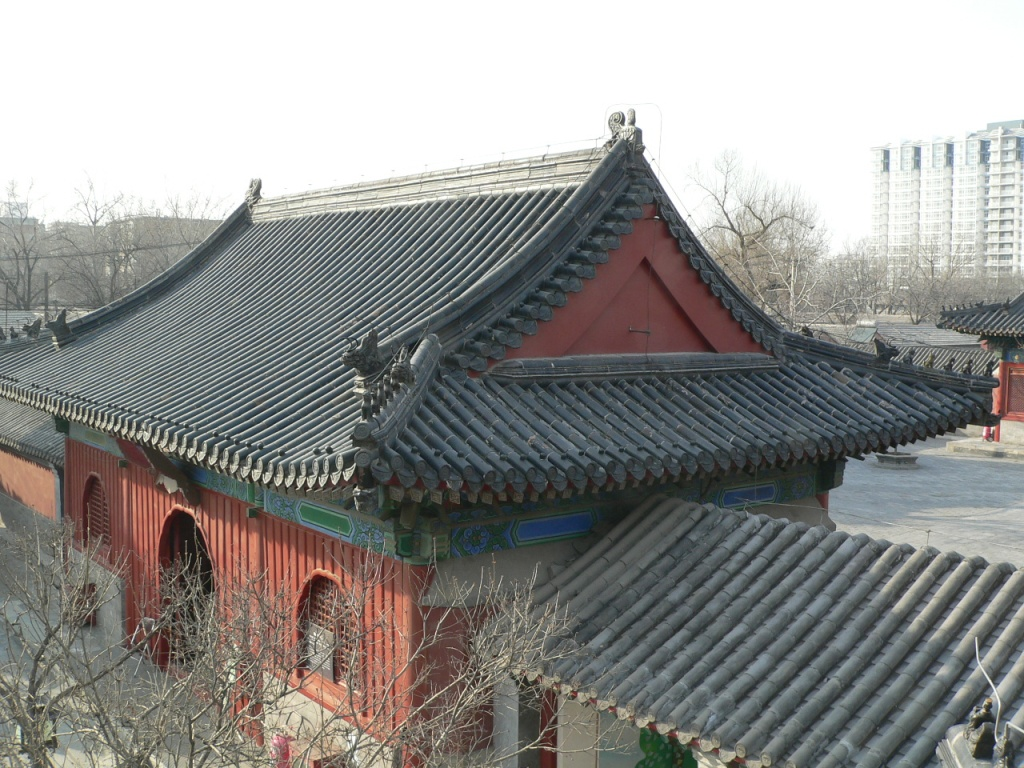
歇山顶的智化门

智化寺位于禄米仓胡同与大方家胡同之间，坐北朝南，山门开在禄米仓胡同。寺院布局在明代佛寺中有很强代表性。智化寺原有东、中、西三路院落，但如今仅存中路。智化寺中路自南至北依次为山门、智化门、智化殿、万佛阁（下层为如来殿，上层为万佛阁）、大悲堂、万法堂。该寺仿佛教寺院“伽蓝七堂”规制而建，如今总长278.8米，宽44.5米，占地面积约1.24万平方米。
智化寺建筑布局有明代特点，风格保存着宋代向明清过渡的显著特征，开清代建筑风格之先。寺内主要殿堂皆为歇山黑琉璃筒瓦顶。明清琉璃瓦等级中，黑色排在黄色、绿色之后，但在使用中略有差别：明代的皇家寺院、敕建寺院，主要用黑琉璃瓦；清代的皇家寺院、敕建寺院，用黄或绿琉璃瓦。寺院采用黑瓦覆顶，是依据佛经。佛经上有“四种色”之说：“息灾为白”、“增益为黄”、“敬爱为赤”、“降伏为黑”。黑象征风大之色。释迦牟尼成道时，用风降伏恶魔。此意正和“智化”相对，下以“智”度化众生，上以“风”降伏恶魔。
- 山门：智化寺原有东、中、西三路院落，每路院落都开有一门，并排为三门，中间正门前有一字形砖砌照壁，现已无存。近年重修时，在正门两侧各新辟一个随墙门，形成新的三门。智化寺山门为仿木砖石结构建筑，面阔三间（7.10米），进深五檩（5米），黑琉璃筒瓦单檐歇山顶，拱券门。门额上嵌有汉白玉匾额，匾心阳刻“敕赐智化寺”五个楷书大字；两侧阴刻小字数行，东侧是“正统九年正月初九日奉旨敕建”，西侧是“万历五年三月三日司礼监管监事兼掌内府供用库印提督礼仪房太监郑真等重修”。门前有石狮一对。[6][7]智化殿外观智化殿屋顶现状智化殿原有藻井，摄于费城艺术博物馆
- 智化门：相当于天王殿。原来中央设有佛座，前供弥勒、后供韦驮。左右两厢用木栏区隔，前部二金刚分列东西两侧，后部塑有四大天王像。以上所有塑像现已无存。如今智化门内设有智化寺历史沿革展，智化寺京音乐定时在此表演。门前两侧各立有一通石碑，其中西边碑额题“敕赐智化禅寺之记”，记述了王振为报答祖宗庇护而出资建寺，明英宗赐名“智化禅寺”等内容，东边碑额题“敕赐智化禅寺报恩之碑”，记述了王振从明朝永乐年间入宫后，在明仁宗、明宣宗尤其是明英宗朝的显赫历史，为此建该寺，为国家、天子、黎民祈福等内容。两碑上的王振的名字 皆在清朝乾隆年间奉命毁去王振塑像时被凿除，其余碑文完好。[7]
  - 钟楼：位于智化门外东侧，为上下两层。形制与鼓楼相同。钟楼内有一口铜钟，铸于正统九年（1444年），口径1.05米，高1.60米，唇厚9厘米。钟身铸有二十多种梵文经咒。[7]此钟的原件如今藏于大钟寺古钟博物馆。
  - 鼓楼：位于智化门外西侧，为上下两层。黑琉璃筒瓦歇山顶，面阔和进深均为7.1米。下层为拱券门，单翘三踩斗拱，甃以砖壁，上层为四出门，单昂三踩斗楔，木制障日板壁。下层角科之坐斗，其阔度比普通坐斗大一倍，好像并列了两具坐斗，这种做法既增加了载重力，又不至于因多加一具坐斗而使下檐伸出过长，影响上下两层的比例。[7]鼓楼内的大鼓现放在智化殿内西侧展出，鼓楼内现有该大鼓的缩小版复制品。1987年，在修缮鼓楼时，鼓楼内的明式大鼓被移到如来殿内。2003年，工作人员清除大鼓表面积存的尘土时，发现大鼓上盘绕有一圈金龙。从2006年起进行修复，2011年修复完毕，重新展出。该鼓高1.45米，鼓面为牛皮制做，口面直径1.07米，鼓身最大直径1.37米。漆面图案以“二龙戏珠”为一组，共四组，八条金龙腾跃，构图灵活。加上两个鼓面各绘一组“二龙戏珠”，整个大鼓共计12条金龙，象征一年十二个月风调雨顺。金龙全部为沥粉贴金。徐苹芳在看完该大鼓后评价：“明代大鼓并不少见，但鼓身上绘有金龙的鼓在国内非敕赐寺院中极为少见，至少在北京还没有听说过，具有非常高的学术价值。”[8][9]

- 智化殿：相当于大雄宝殿。面阔三间，黑琉璃筒瓦单檐歇山顶，井口天花。殿内正中原有白石须弥座，供奉木质漆金三世佛（释迦牟尼、药师佛、阿弥陀佛），两侧供奉十八罗汉坐像。1972年，上述三世佛像移往北京西山大觉寺大雄宝殿（因为大觉寺大雄宝殿内原有的三世佛像此前已移往广济寺）；十八罗汉像也被移走。如今，智化殿中央改供原存大悲堂的三世佛，体量较小；两侧设有展柜，举办各种展览，展柜南北两侧各有多尊佛像、罗汉像。智化殿明间层顶内原有天花藻井，为斗八式平面方形，结构复杂，工艺精巧，金碧辉煌，是明代建筑木雕中的精品，1930年代与万佛阁内的藻井一起被寺僧擅自出售给美国人史克门，流失到美国，前者收藏于费城艺术博物馆，后者收藏于纳尔逊艺术博物馆。智化殿后部（北部）有抱厦，其内设有展柜，展出该寺文物。从抱厦内向南看，可见明代壁画《地藏菩萨说法相》，壁画高3.14米，宽4.7米，总面积14.76平方米，采用对称式构图，绘有13个人物，正中是地藏菩萨，其右侧（观看者的左侧）是闵长者，其左侧（观看者的右侧）是道明和尚，冥府十王则分布在画面两侧，每侧五位。壁画构图严谨、笔法细腻，是明代壁画中的精品。[6][7]
  - 大智殿：位于智化殿前东侧，是智化殿的东配殿。原供有观音菩萨、文殊菩萨、普贤菩萨，观音菩萨骑犼，文殊菩萨骑狮，普贤菩萨骑六牙白象。如今上述塑像皆无存，该殿改作纪念品商店。[7]
  - 藏殿：位于智化殿前西侧，是智化殿的西配殿。殿内不设法座，仅在中央设一具转轮藏，这是目前北京仅有的明代转轮藏，结构严谨、雕刻精美。转轮藏是能够旋转的收藏佛经的柜橱，佛教取宝轮常转不息之意。智化寺转轮藏平面为八角形，高4米多，下部为石制须弥座，中部为经柜，上部为毗卢帽顶。石制须弥座转角处雕有“天龙八部”，经柜角往上雕有象、狮、四不像和菩萨、天王、韦驮、金刚，顶部雕有大鹏金翅鸟、龙、龙女、毗卢佛。其正上方为藏殿的藻井，这是智化寺现存的唯一一座藻井。[7]

藏殿内部
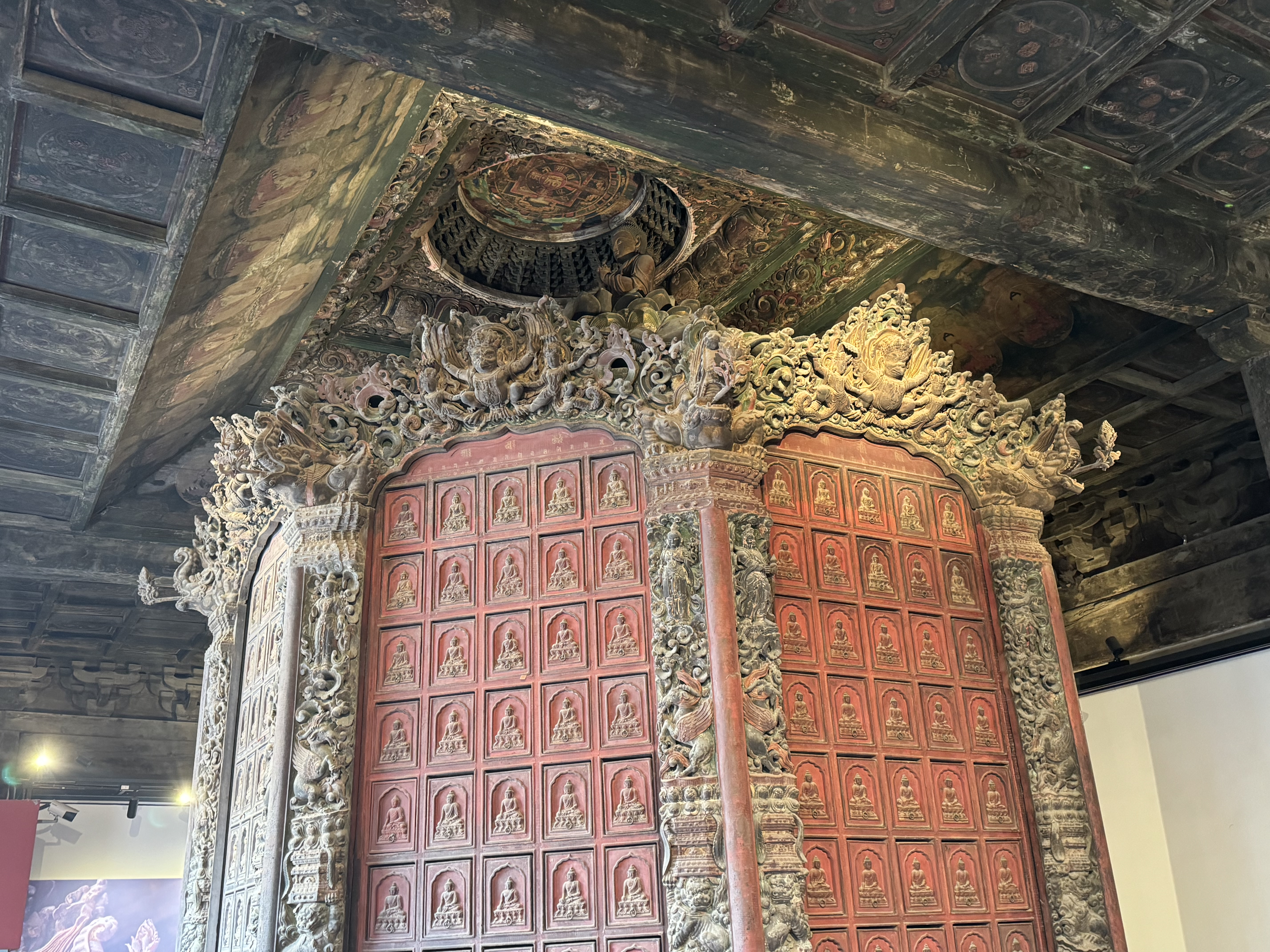
藏殿转轮藏
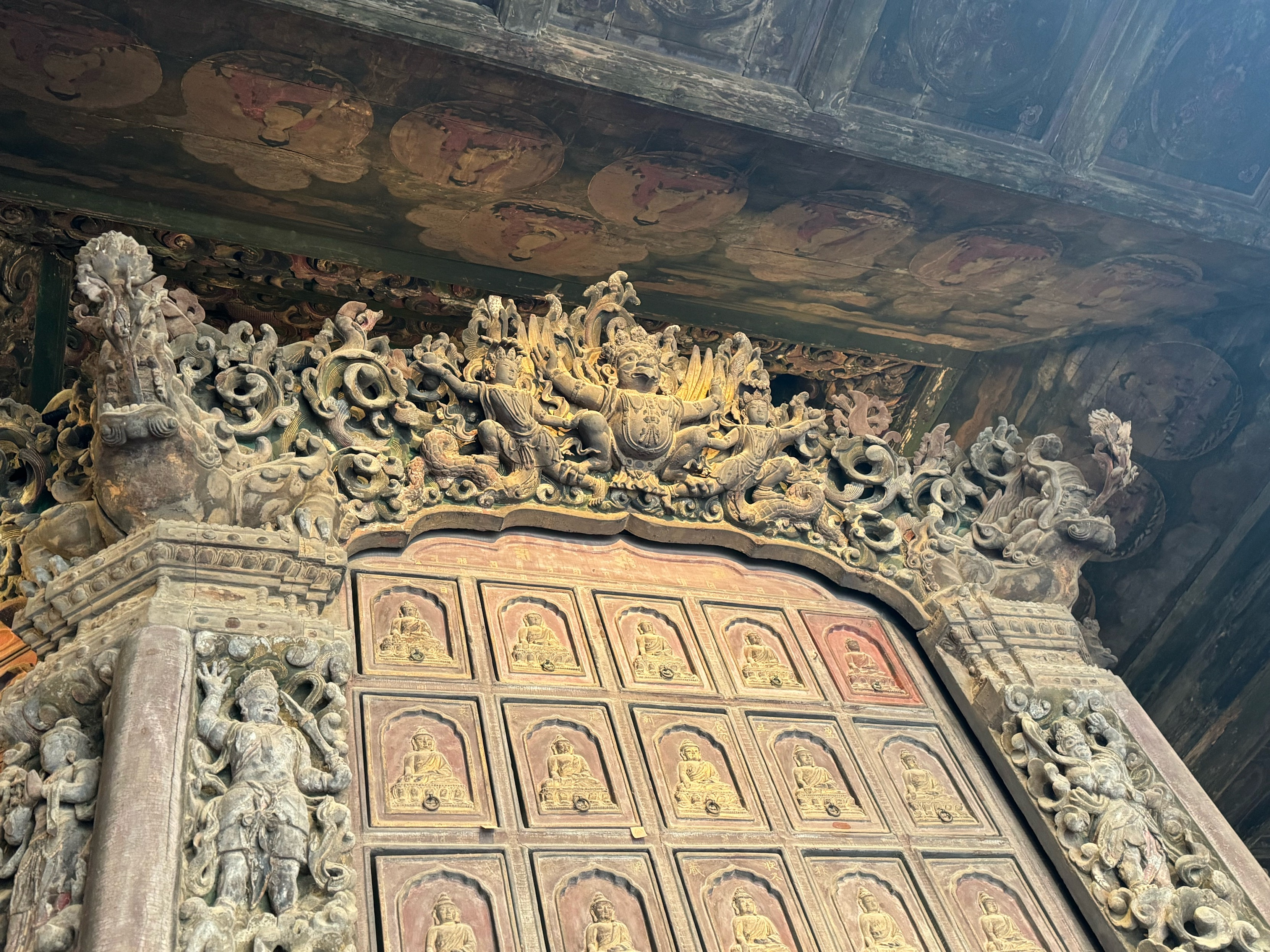
经柜雕刻特写
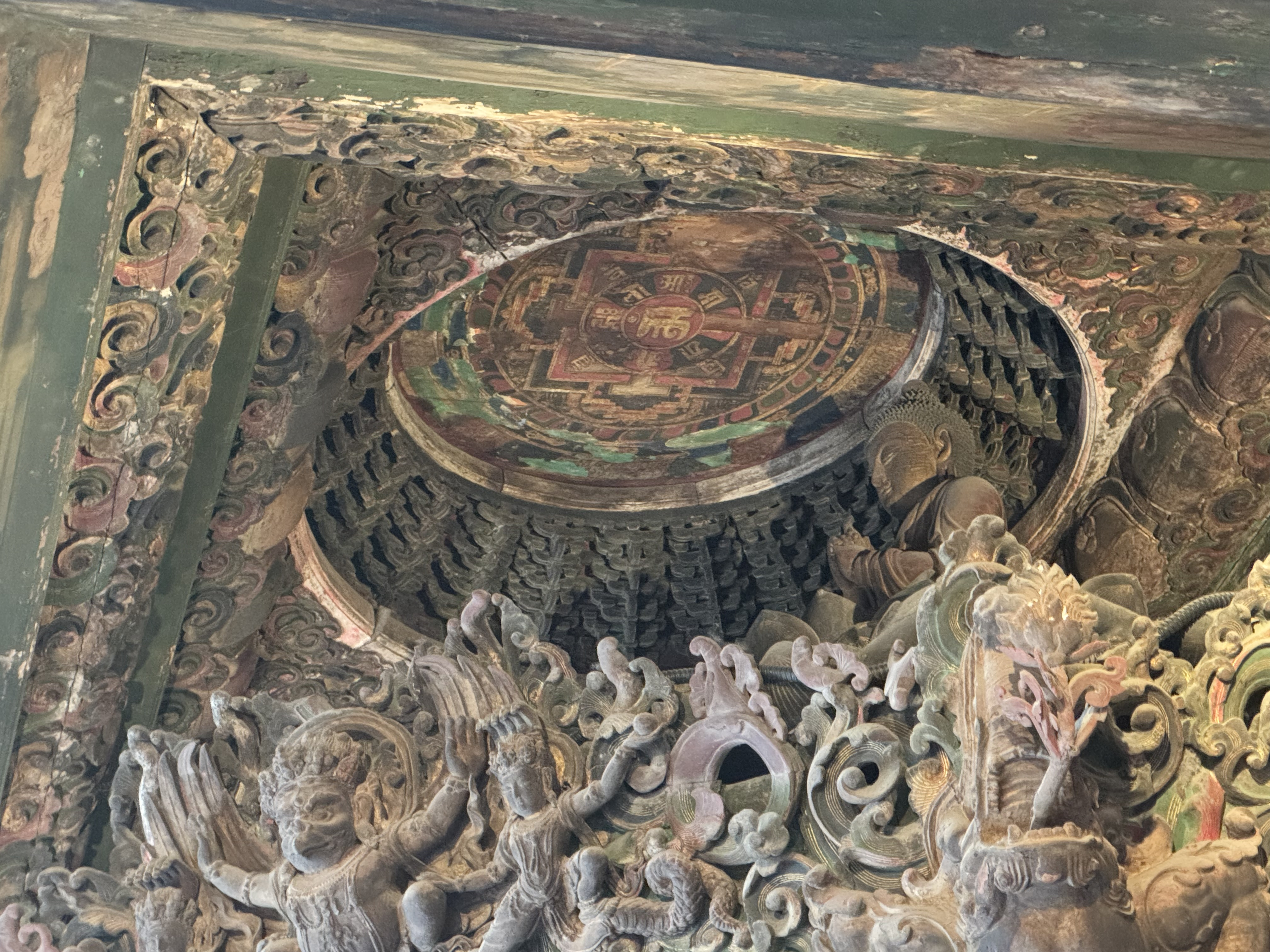
转轮藏顶部毗卢佛

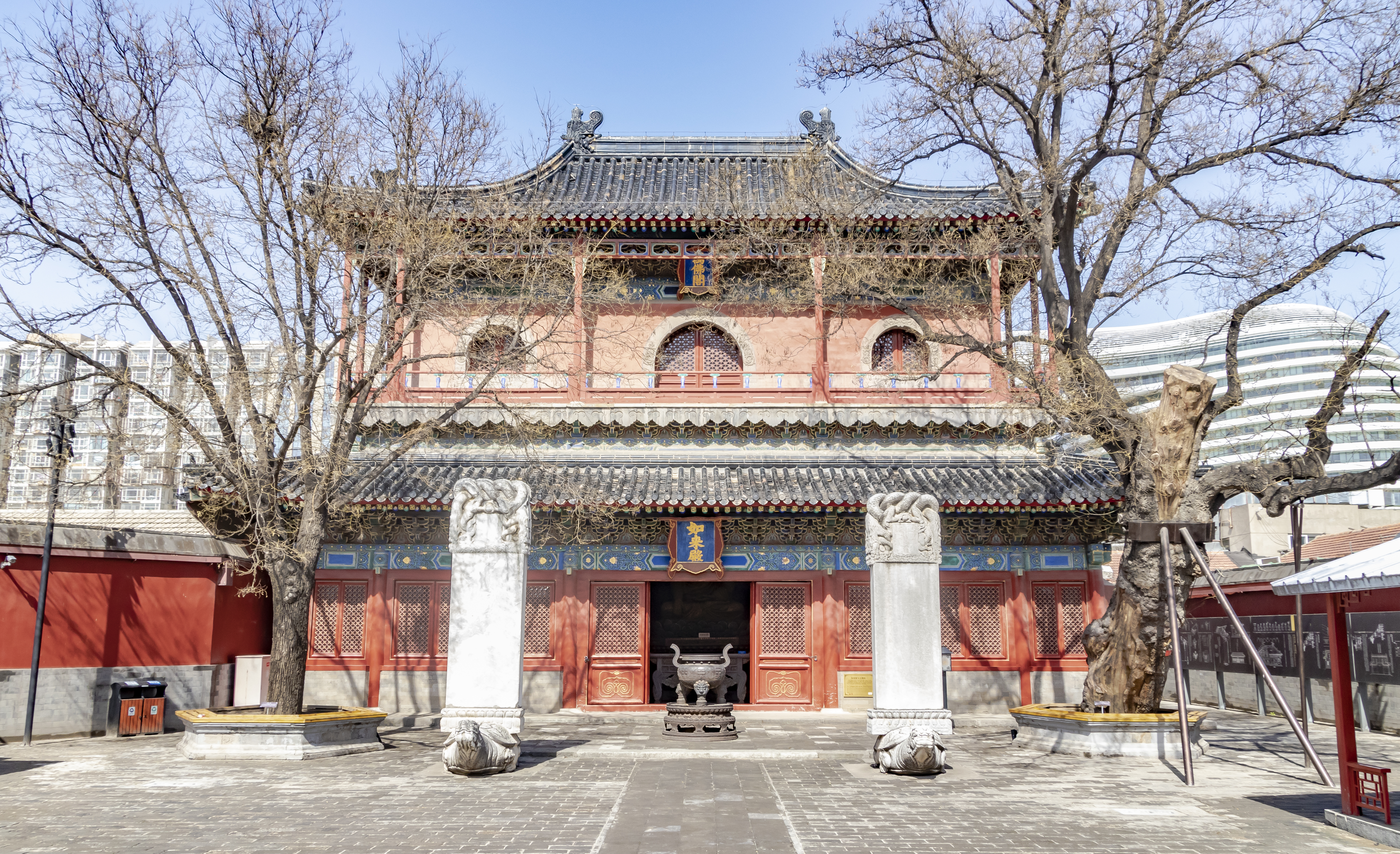
万佛阁外观

如来殿内景
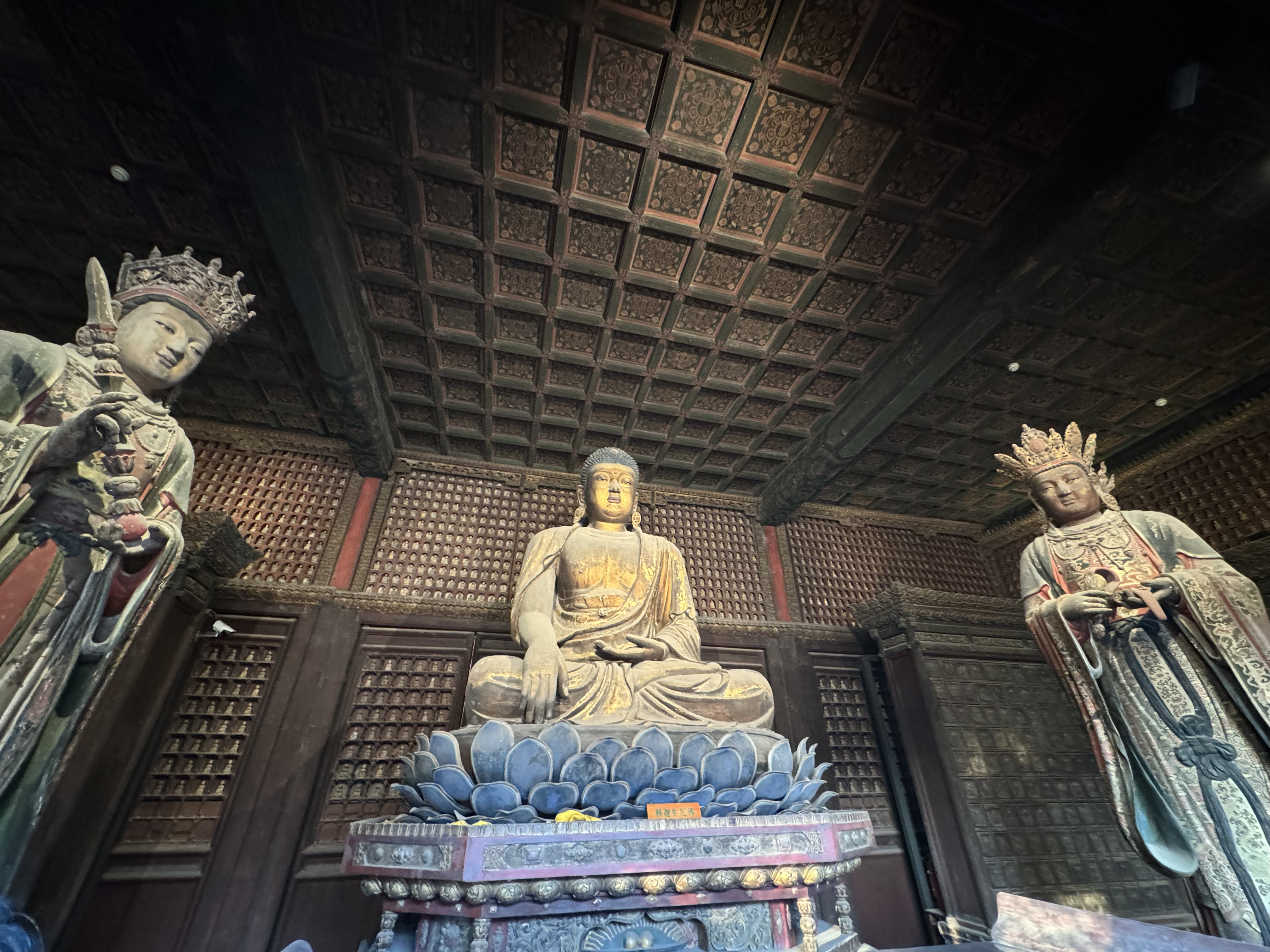
万佛阁外观如来殿、万佛阁：黑琉璃筒瓦庑殿顶重楼，下层为如来殿，上层为万佛阁，一底一楼，为智化寺最大最高的建筑。楼下的如来殿面阔五间，东西长约19米，南北宽约12.6米，正中设八角形木制须弥座，供奉释迦牟尼，其东侧为梵天，西侧为帝釋天。其北、东、西三面有藏经橱环绕。佛像背后有东西两座楼梯通往万佛阁。楼上的万佛阁面阔三间，拱券式门窗，门外四周有廊，围有宝瓶木质护栏，万佛阁内中央供奉毗卢遮那佛，左供卢舍那佛，右供释迦牟尼佛。上下两层山墙上，遍布着佛龛，内有小佛九千九百九十九尊，万佛阁便因此而得名。这座建筑前的东西两侧各有一通无字碑，龟趺螭首；正对该建筑大门有一个明代铜香炉。[7]  - 如来殿内景 - 广角视角
  - 帝释天特写
  - 梵天特写
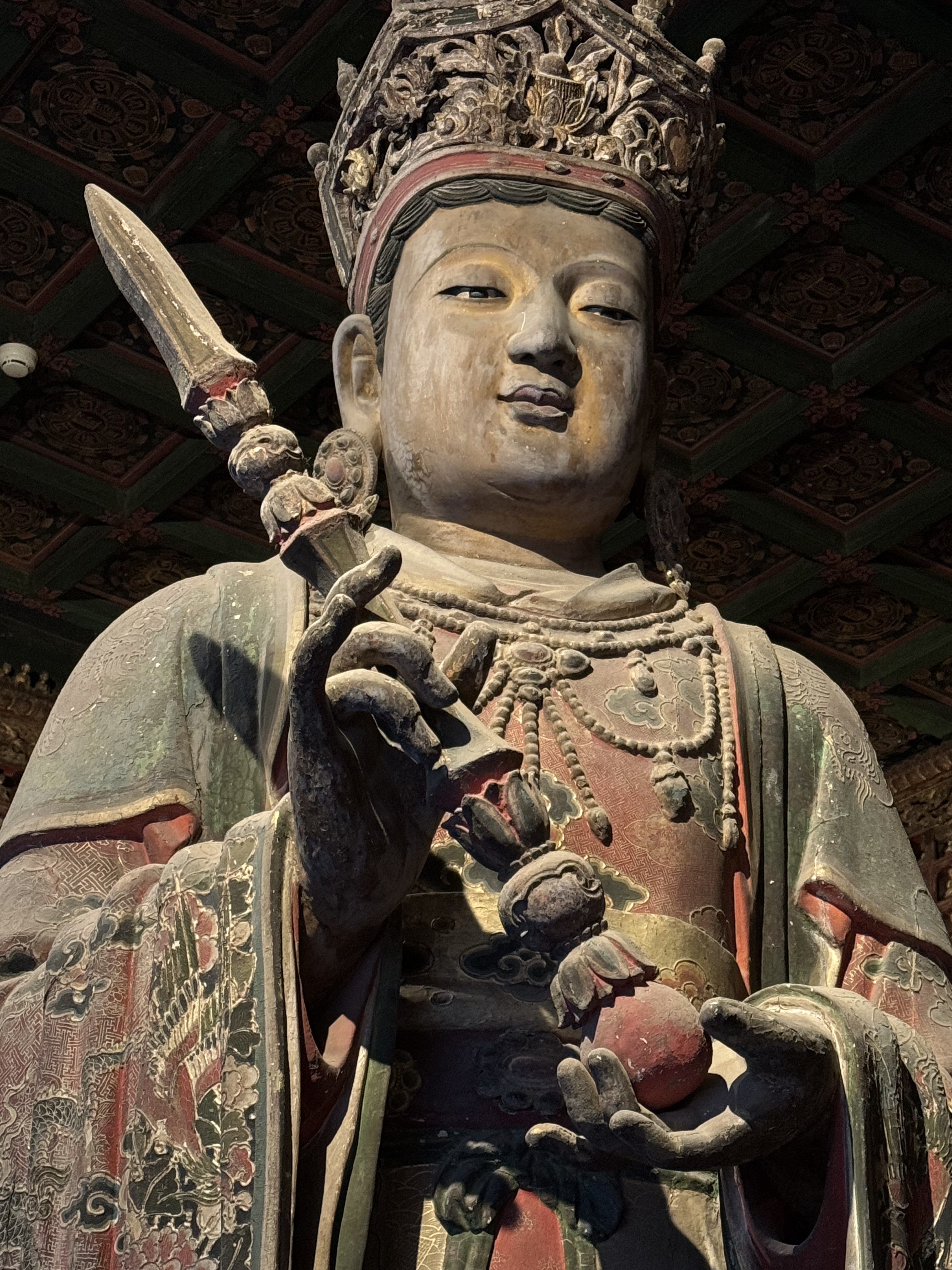
大悲堂：又称“极乐殿”。堂中原来有石制须弥座，供奉木制千手千眼观音坐像，现已无存。如今大悲堂内辟为展厅，供举办各种展览用。
  - 精忠祠：大悲堂的西配房被明英宗命名为“精忠祠”，供奉王振塑像。现该建筑已无存。[7]
  - 如来殿方丈院：大悲堂东为方丈院。现已无存。[7]

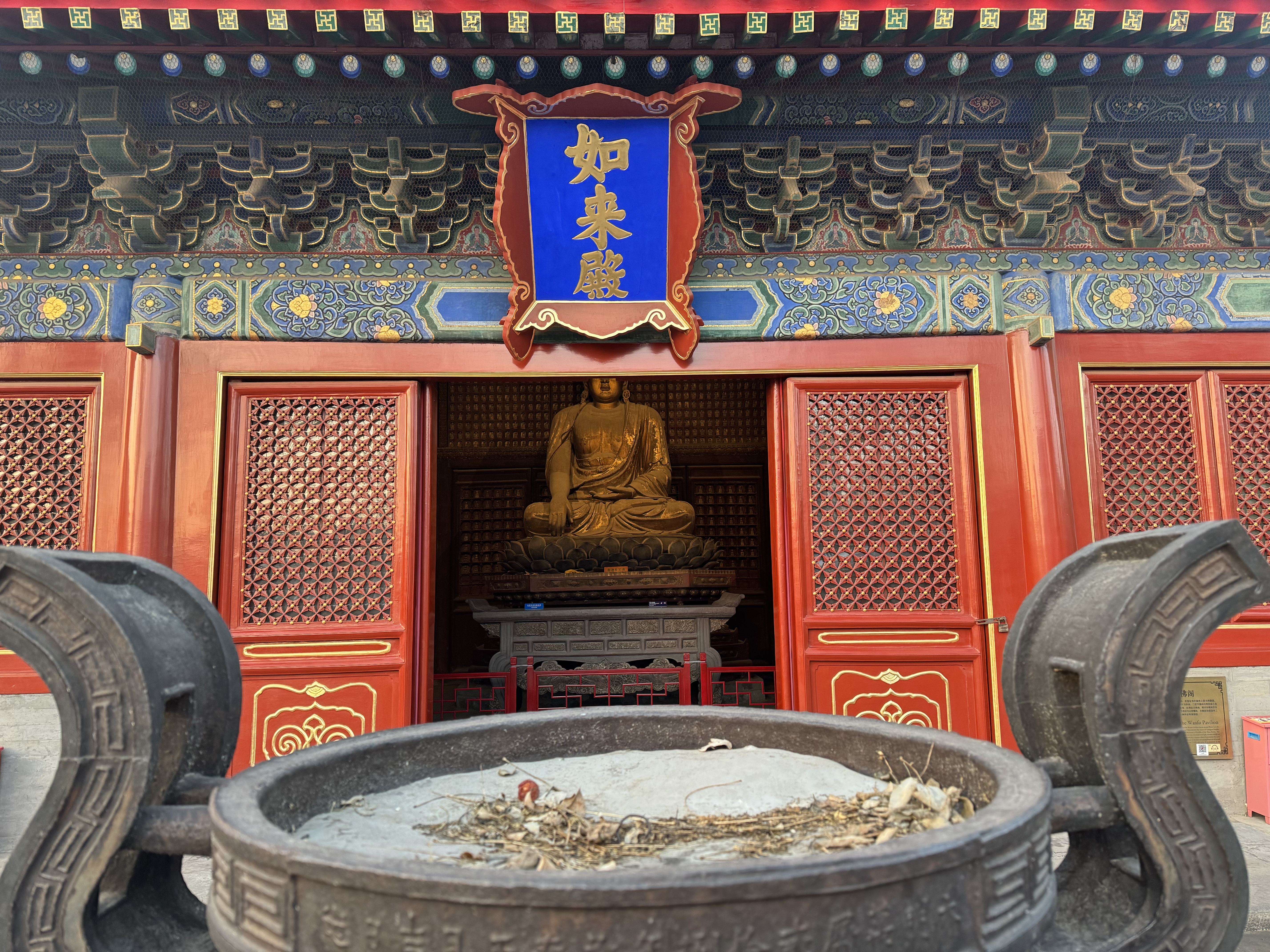
如来殿

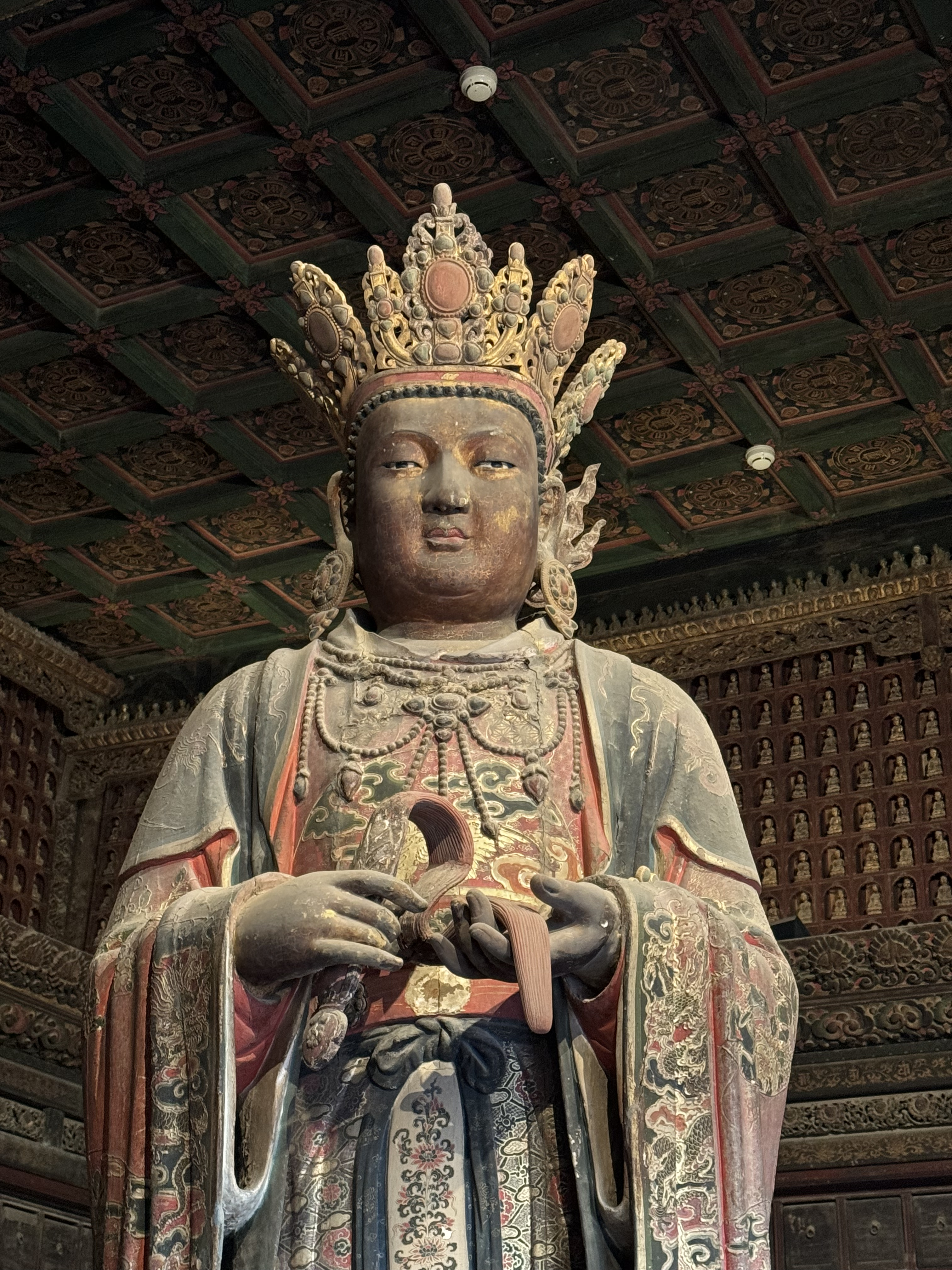
万法堂：是原来该寺中路最北端的建筑。现已无存。

## 智化寺京音乐
智化寺音乐由京音乐、禅音乐这两种音乐组成，二者的曲目、演奏风格不同，演奏乐器也不完全相同，根本区别在于内容不同。京音乐主要由宫廷音乐、寺庙音乐、民俗音乐组成，禅音乐则主要是佛教音乐，即佛事中的赞偈。现在广为传演的是京音乐。    
智化寺京音乐是中国现存古乐中唯一按代传承的乐种。明朝正统十一年（1446年），王振将宫廷音乐移入智化寺，在智化寺传袭至今，从未间断，21世纪初已传至第二十七代传人。智化寺京音乐集宫庭音乐、佛教音乐、民间音乐于一身，同西安都城隍庙鼓乐、开封大相国寺音乐、五台山青黄庙音乐、福建南音并称中国“五大古乐”。智化寺京音乐曲调空灵古朴，保留唐宋遗风，被誉为“中国古代音乐的活化石”，2006年被列入第一批国家级非物质文化遗产名录。
演奏智化寺音乐的乐器与我国一般民乐所用的乐器有所不同，分为两类：一是吹奏乐器，主要有笙、管、笛；一是击奏乐器，有云锣、鼓、铛子、钹、铙、銛子等。
大约在清朝道光、咸丰年间，智化寺京音乐外传到天仙庵，后来分别传到成寿寺、水月庵、地藏庵、夕照寺、关帝庙、火神庙等十多座寺院。京音乐流布的北京寺庙主要有：
- 智化寺：朝阳门内禄米仓胡同东口
- 广济庵：朝阳门外东大桥
- 天仙庵：朝阳门外吉市口五条
- 地藏庵：朝阳门内大街路南
- 弥勒院：朝阳门外大街
- 水月庵：朝阳门外吉市口二条
- 昭宁寺：东单礼士胡同
- 成寿寺：东单柏树胡同
- 九顶娘娘庙：北新桥二条东口
- 普贤寺：东直门外东中街
- 下弥勒庵：崇文门外东晓市
- 关帝庙：崇文门外花市中四条
- 火神庙：祟文门外板厂
- 夕照寺：崇文门外夕照街
- 天龙寺：崇文门外中国强胡同东口

1952年底，查阜西、杨荫浏等人采访智化寺音乐（京音乐），认为 “最晚也和北宋的‘鼓吹教坊’有关”。1954年，“京音乐研究会”成立。文化界名人丁西林、吴晗、老舍、梅兰芳等人都曾对京音乐的研究给予支持。1986年3月，在中国佛教界领袖十世班禅、赵朴初的支持下，成立了以智化寺京音乐为主的“北京佛教音乐团”，此为中国首个以佛教音乐学术研究和演出为主的音乐团体。1987年1月，智化寺音乐艺僧应邀到德国、法国、瑞士等国的七个城市演出，获得成功。为了传承“难学易忘少人知”的京音乐，1991年12月，在北京市文物局及有关部门的支持下，河北省固安县礼让店乡屈家营村六名农民子弟入智化寺学习京音乐。京音乐曾多次在北京音乐厅、中国国家图书馆音乐厅演奏。2004年4月6日，荷兰首相扬·彼得·巴尔克嫩德应中华人民共和国国务院总理温家宝邀请来华访问时，专程到智化寺欣赏京音乐。2004年底，81岁的智化寺音乐第二十六代传人张本兴率领已学习智化寺音乐十年的六位弟子录制CD专辑，以系统保留仅存的43首京音乐资料。

## 佛经
智化寺藏有大批佛经，元明清三代有明确纪年的佛经均有。该寺以明代各朝佛经最为丰富，包括洪武、永乐、洪熙、宣德、景泰、天顺、成化、弘治、正德、嘉靖、隆庆、天启年间的佛经。智化寺藏经以明代前中期居多。明代有明确纪年的佛经仅缺少建文、万历、泰昌、崇祯四个年号。清代佛经有明确纪年的是康熙五年和康熙八年的。此外，还有民国辛酉年（1921年）京剧戏班演员余叔岩诚献的梵夹装《九皇盛会》。除《永乐北藏》官刻本、乾隆版大藏经经板外，智化寺还藏有大批明代民间坊刻本，均由信徒供奉，其中既有佛家子弟，也有官员（称为“佛信官”）。
- 元代佛经：1984年，北京智化寺文物保管所所长杨文书从如来殿佛像腹中发现三卷带千字文编号的元代刻本藏经：《大金色孔雀王咒经》、《陀罗尼集经》、《大宝积经》。三经的版式相同，都采用藏经纸，卷轴装。这三卷元代佛经有三个不同的千字文序号，在书牌中使用“刊印”一词，并写明总数有“三十三大藏”，可见此三卷佛经并非零本，也非用其他旧经板印造，而是属于一套完整的官版大藏经。因为其版式与《赵城藏》相同，所以有不少人认为其很可能是《弘法藏》的一部分。[14]
- 御赐《永乐北藏》：又名《北藏》。明成祖永乐八年（1410年）敕令雕印，永乐十七年（1419年）始刻，明英宗正统五年（1440年）完成。参与者有道成、一如等人。刻藏地点为北京，经版由司礼监掌管，藏于汉经厂（地址位于如今的嵩祝寺）。明英宗复辟后，特地在天顺六年（1462年）颁赐智化寺大藏经一部及经橱并立碑记。如今此碑仍立在如来殿。如来殿内两侧有高大的曲尺形藏经橱，存放明英宗御赐大藏经。经橱分为上、中、下三部分，上部挑檐像佛冠，俗称“毗卢帽”；中部是经橱，共640个抽屉，按千字文顺序排列；下部是须弥座。上、下两部分有许多精美的雕饰，主要有如意云纹、卷草纹、莲瓣纹、宝相花纹，上檐还有梵文真言及吉祥八宝纹饰。各部位的雕刻十分精细，漆金彩绘虽然已经褪去，但仍存浓郁丰厚之感。[14]
- 乾隆版大藏经：又称龙藏、清藏，是清朝唯一的官刻汉文大藏经，也是中国最后一次官刻汉文大藏经。清藏奉雍正帝御旨雕刻，因为每卷首页有雕龙“万岁”牌，故又名《龙藏》。雍正十一年（1733年）始刻，乾隆三年（1738年）完成，经板78230块，经书7240卷。完成后曾印制一百部，分赐全国各大寺院，1935年又曾经印刷了22部，另外有少量刷印，但累计总数未超150部。智化寺藏有乾隆版大藏经的经版及经卷。[14]
- 《金刚般若波罗蜜经》血经：智化寺藏有一部由佛信官普铭等二人于明朝宣德十年（1435年）“发心次（刺）血尽写”的《金刚般若波罗蜜经》，二人的目的是“上报四恩，下资三有，法界有情，同圆种智”。该血经先在纸面上捶拓出文字痕迹，再用血描写。如今字迹已呈红褐色。[14]
- 转轮藏：北京市境内现存三副转轮藏，除智化寺藏殿的一副明代的外，另外两副分别在雍和宫、颐和园，都是清代所制。[14]